# جيلبير ماير
جيلبير ماير (بالفرنسية: Gilbert Meyer) (و. 1941 – م) هو سياسي، من فرنسا، كان عضوًا في كُلٍ من الاتحاد من أجل حركة شعبية والجمعية البرلمانية لمجلس أوروبا.

## مناصب
تولى منصب عضو الجمعية الوطنية الفرنسية، ورئيس بلدية.